# Сабанчинське сільське поселення
Саба́нчинське сільське поселення (рос. Сабанчинское сельское поселение) — муніципальне утворення у складі Яльчицького району Чувашії, Росія. Адміністративний центр — село Сабанчино.

## Населення
Населення — 983 особи (2019, 1260 у 2010, 1507 у 2002).

## Склад
До складу поселення входять такі населені пункти:
| Населений пункт               | Населення, осіб (2002) | Населення, осіб (2010) |
| ----------------------------- | ---------------------- | ---------------------- |
| Апанасово-Ещебенево, присілок | 105                    | 79                     |
| Мала Єрикла, присілок         | 296                    | 209                    |
| Польові Козильяри, присілок   | 133                    | 127                    |
| Сабанчино, село               | 505                    | 417                    |
| Тораєво, присілок             | 240                    | 192                    |
| Уразмаметево, присілок        | 228                    | 236                    |